# Лука Жидята
Лука́ Жидя́та (или Жирята, или Вежета, или Желдата) — второй (по времени) епископ Новгородский, в первой половине XI века. Первый русский по происхождению епископ в истории Русской православной церкви. Почитается Русской церковью в лике святых, память совершается в Соборе святителей Новгородских 4 октября и 10 февраля (по юлианскому календарю).

## Жизнеописание
Несмотря на преобладавшее в то время влияние греческого духовенства в русской церкви, князь Ярослав избрал русского Луку преемником первого новгородского епископа, грека Иоакима.

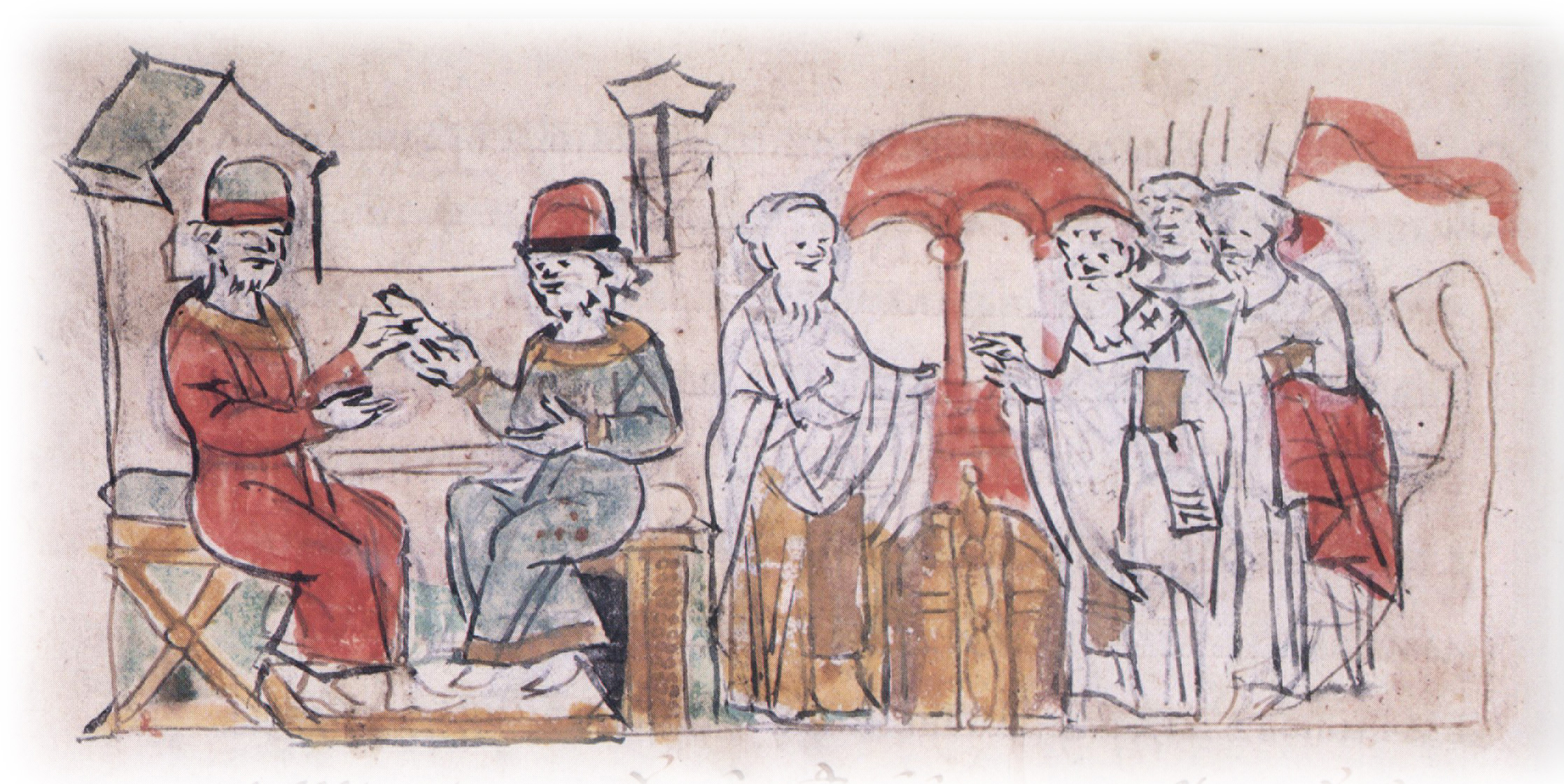
Вокняжение в Новгороде Владимира Ярославича по повелению его отца, Ярослава Владимировича, поставление Ярославом Луки Жидяты: «Иде Ярослав к Новугороду, и посади сына своего Володимера в Новегороде, епископа постави Жидяту». Миниатюра из Радзивилловской летописи, конец XV века

Сведения о жизни и деятельности Луки Жидяты крайне скудны: не установлены ни его происхождение, ни год, ни место рождения. Его второе имя предположительно является уменьшительной формой от имени Жидислав, бытовавшее в литературе мнение о возможном еврейском происхождении епископа следует признать несостоятельным.
Из летописи известно, что он занял кафедру в Новгороде в 1034 году; в 1051 году освятил Софийский собор; вскоре после того был оклеветан перед митрополитом. Из-за клеветы своего холопа Дудики Лука пробыл в тюрьме три года — с 1055 по 1058 год. Впоследствии холоп был жестоко наказан — ему отрезали нос и обе руки. Святитель Лука скончался по дороге из Киева в Новгород.

## Произведения
Переводы Луки с греческого языка до нас не дошли. Единственное его произведение, известное в древнерусской письменности, — весьма краткое «Поучение к братии». Оно представляет значительный историко-литературный интерес как первое собственно русское произведение духовной литературы. Предполагают, что святитель новгородский произнёс своё поучение при самом вступлении на кафедру. Проповедник в самых простых, общедоступных выражениях даёт первоначальные наставления веры и нравственности, в которых нуждалась его паства, ещё мало охваченная христианским учением.
Проповеднику приходилось напоминать прихожанам Символ веры, указывать необходимость исполнения самых основных обязанностей христианина по отношению к Богу, церкви и ближним. Для историка в поучении интересны указания на недостатки современной проповеднику русской жизни — пьянство, сквернословие, лихоимство и др. Поучение Луки Жидяты, сохранившееся лишь в поздних списках XV—XVI веков, было напечатано в I томе «Русских достопамятностей» (1815), в «Истории русской церкви преосвятого Макария», часть I, и в «Исторической хрестоматии церковно-славянского и древнерусского языков» Фёдора Буслаева (1861).

## Праздники
Дни памяти святителя Луки, епископа Новгородского:
- 10 (23) февраля — в Соборе Новгородских святителей, день памяти Анны Новгородской,
- 4 (17) октября — в Соборе Новгородских святителей, день памяти Владимира Ярославича,,
- во 3-ю неделю (воскресение) по Пятидесятнице — в Соборе Новгородских святых,
- 4 (19) ноября — главный праздник,
- 22 марта (4 апреля) — день обретения мощей в 1558 году.